# Coppa Mitropa 1967-1968
La Coppa Mitropa 1967-1968 fu la ventottesima edizione del torneo e venne vinta dagli jugoslavi del Crvena Zvezda Beograd.
Ognuna delle cinque nazioni aveva tre posti disponibili, cui si aggiungeva la detentrice.

## Partecipanti
| Nazione                   | Squadra                                                               | Campionato | Note                                    |
| ------------------------- | --------------------------------------------------------------------- | --- | --------------------------------------- |
| Cecoslovacchia (bandiera) | Spartak Trnava Jednota Trencin Internacional Bratislava Baník Ostrava | Qualificata come detentrice 6º campionato di Cecoslovacchia 1966-67 10º campionato di Cecoslovacchia 1966-67 1º campionato di Cecoslovacchia 2. liga - Skupina B 1966-67 | 3º campionato di Cecoslovacchia 1966-67 |
| Italia (bandiera)         | US Cagliari AS Roma BC Atalanta                                       | 6º campionato d'Italia 1966-67 10º campionato d'Italia 1966-67 11º campionato d'Italia 1966-67                                                                           |                                         |
| Jugoslavia (bandiera)     | Crvena Zvezda Beograd Zeljeznicar Sarajevo Vardar Skopje              | 5º campionato di Jugoslavia 1966-67 6º campionato di Jugoslavia 1966-67 8º campionato di Jugoslavia 1966-67                                                              |                                         |
| Ungheria (bandiera)       | Tatabányai Bányász Újpesti Dózsa Diósgyör                             | 3º campionato d'Ungheria 1966 4º campionato d'Ungheria 1966 9º campionato d'Ungheria 1966                                                                                |                                         |
| Austria (bandiera)        | FK Austria Linzer ASK Wiener Sport-Club                               | 3º campionato d'Austria 1966-67 4º campionato d'Austria 1966-67 5º campionato d'Austria 1966-67                                                                          | Vincitrice Coppa d'Austria 1966-67      |

## Torneo

### Ottavi di finale
Gare giocate dal 15 novembre al 20 dicembre
| Squadra 1             | Totale | Squadra 2                | Andata | Ritorno |
| --------------------- | ------ | ------------------------ | ------ | ------- |
| Tatabányai Bányász    | 3 - 8  | Internacional Bratislava | 3 - 1  | 0 - 7   |
| Linzer ASK            | 1 - 2  | Vardar Skopje            | 0 - 0  | 1 - 2   |
| FK Austria            | 3 - 2  | BC Atalanta              | 1 - 2  | 2 - 0   |
| Crvena Zvezda Beograd | 4 - 3  | Diósgyör                 | 3 - 0  | 1 - 3   |
| Újpesti Dózsa         | 7 - 2  | Wiener Sport-Club        | 6 - 1  | 1 - 1   |
| Jednota Trencin       | 0 - 1  | Zeljeznicar Sarajevo     | 0 - 0  | 0 - 1   |
| US Cagliari           | 8 - 3  | Baník Ostrava            | 6 - 0  | 2 - 3   |
| Spartak Trnava        | 3 - 2  | AS Roma                  | 2 - 1  | 1 - 1   |

### Quarti di finale
Gare giocate il 13 e 27 marzo
| Squadra 1             | Totale | Squadra 2                | Andata | Ritorno |
| --------------------- | ------ | ------------------------ | ------ | ------- |
| Spartak Trnava        | 4 - 3  | Zeljeznicar Sarajevo     | 2 - 1  | 2 - 2   |
| Vardar Skopje         | 2 - 0  | US Cagliari              | 1 - 0  | 1 - 0   |
| FK Austria            | 3 - 6  | Újpesti Dózsa            | 2 - 2  | 1 - 4   |
| Crvena Zvezda Beograd | 5 - 3  | Internacional Bratislava | 3 - 0  | 2 - 3   |

### Semifinali
| Squadra 1      | Totale | Squadra 2             | Andata | Ritorno |
| -------------- | ------ | --------------------- | ------ | ------- |
| Spartak Trnava | 6 - 3  | Vardar Skopje         | 4 - 1  | 2 - 2   |
| Újpesti Dózsa  | 2 - 4  | Crvena Zvezda Beograd | 1 - 0  | 1 - 4   |

### Finale
Gare giocate il 15 e 23 ottobre
| Squadra 1      | Totale | Squadra 2             | Andata | Ritorno |
| -------------- | ------ | --------------------- | ------ | ------- |
| Spartak Trnava | 2 - 4  | Crvena Zvezda Beograd | 1 - 0  | 1 - 4   |

## Classifica marcatori
|  | Gol | Marcatore          | Squadra                  |
|  | --- | ------------------ | ------------------------ |
|  | 5   | Vojin Lazarević    | Crvena Zvezda Beograd    |
|  | 4   | Dragan Džajić      | Crvena Zvezda Beograd    |
|  | 4   | Roberto Boninsegna | US Cagliari              |
|  | 4   | Ferenc Bene        | Újpesti Dózsa            |
|  | 4   | Juraj Szikora      | Internacional Bratislava |
|  | 4   | Jozef Adamec       | Spartak Trnava           |
|  | 4   | Stevan Ostojić     | Crvena Zvezda Beograd    |
|  | 3   | Mikuláš Krnáč      | Internacional Bratislava |
|  | 3   | Simon Velkovsky    | Vardar Skopje            |
|  | 3   | László Fazekas     | Újpesti Dózsa            |
|  | 3   | Valér Švec         | Spartak Trnava           |